# Claude Buchon
Claude Buchon (Saint-Brieuc, 9 de febrero de 1949-22 de junio de 2024) fue un deportista francés que compitió en ciclismo en las modalidades de pista y ruta.
Ganó una medalla de bronce en el Campeonato Mundial de Ciclismo en Pista de 1969, en la prueba de persecución por equipos. Participó en los Juegos Olímpicos de Montreal 1976, ocupando el vigésimo lugar en la prueba de ruta de contrarreloj por equipo.

## Medallero internacional
| Campeonato Mundial | Campeonato Mundial    | Campeonato Mundial | Campeonato Mundial          |
| Año                | Lugar                 | Medalla            | Competición                 |
| ------------------ | --------------------- | ------------------ | --------------------------- |
| 1969               | Brno (Checoslovaquia) | Medalla de bronce  | Persecución por equipos (A) |